# Stridshammare

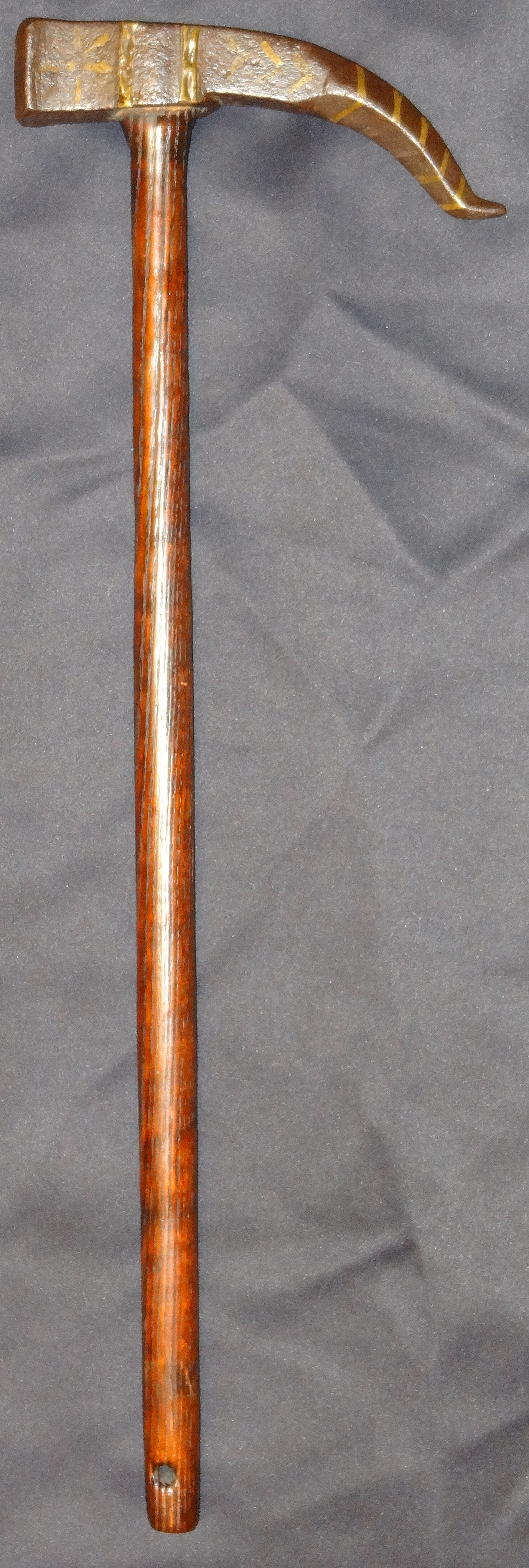

Stridshammare är ett vapen som i Europa började begagnas på 1300-talet. En vanlig hammare försågs baktill med en spets och blev på så vis ett effektivt vapen för både fotfolk och ryttare, i senare fallet med kortare handtag. Under 1400-talet benämndes stridshammaren ”luzernhammare” därför att den först infördes och brukades av trupper från Luzern i Schweiz. Skaftet var långt vilket gav en större slagkraft och den greppades med båda händerna. De äldre luzernhamrarna var mycket tunga och inget harnesk höll mot en sådan.
Vid mitten av 1400-talet började riddare och ryttare använda kortskaftade hammare med skaft av järn och handtag av läderöverdraget trä. Vapnets huvud hade på ena sidan en hammare och på den andra satt en lång, skarp pik. I Sverige kallades ett sådant vapen för ”fusthammare”. Olaus Magnus beskriver här hur en sådan hammare användes: ”Äfven bruka de järnhammare med krökt spets, hvarmed de säkrare genomtränga och krossa hjälmar än med något annat stridsverktyg. Ja, med slika hammare kunna de ock rycka ned ryttaren från hästen eller slå in hjärnan på denne, så att han afkastar sin ryttare.”
Ryttarhammaren brukades vid kavalleriet fram till slutet av 1500-talet då den efter hand övergick till att bli ett befälsvapen och under trettioåriga kriget var den ett officersvapen inom den svenska hären. Ännu under 1700-talets första hälft var det ungerska infanteriet utrustade med dylika stridshammare.
Förnäma personer bar under 1500- och en del av 1600-talet en sorts käpp (stav), i vars övre ände en liten stridshammare var fastgjord. Gustav Vasa hade för vana att bära just en sådan käpp.